# Plagodis aurantiaca
Plagodis aurantiaca är en fjärilsart som beskrevs av Barend J. Lempke 1951. Plagodis aurantiaca ingår i släktet Plagodis och familjen mätare. Inga underarter finns listade i Catalogue of Life.